# Pontén
Pontén är ett svenskt efternamn, som den 31 december 2013 bars av 331 personer bosatta i Sverige.
Namnet bärs av flera (minst två) släkter utan känd relation till varandra, en från Småland, en annan från Skåne. Den småländska släkten härstammar från Brogård i Tolgs socken i Kronobergs län. Petrus Pontén (1741-1824) antog släktnamnet efter sin födelseort (latin 'pons, pontis' = 'bro') när han lämnade Växjö gymnasium för universitetsstudier. Han blev kyrkoherde i Hultsjö, Växjö stift. Ett stort antal medlemmar av denna släkt har varit präster i Växjö stift.

## Personer med efternamnet Pontén
- Anders Pontén (1934–2009), författare och journalist
- Anders Daniel Pontén (1782–1846), präst
- Bengt Pontén (1923–2007), läkare, docent i plastikkirurgi
- Birger Pontén (1895–1976), överste
- Bonni Pontén (född 1965), musiker
- Carl Pontén (1861–1923), läkare
- Edward Pontén (1860–1947), läkare
- Erik Pontén (1865–1935), bankman
- Ernst Pontén (1894–1985), präst
- Ferdinand Pontén (1867–1905), jurist
- Frithiof Pontén (1872–1967), lärare och författare
- Gottfrid Pontén (1891–1984), präst
- Gunilla Pontén (1929–2019), modeskapare och fotomodell
- Gunvor Pontén (1929–2023), skådespelare
- Gustaf Pontén (1817–1890), präst
- Gustaf Pontén (1841–1918), präst
- Gustaf Pontén (1897–1985), präst och lärare
- Henrik Pontén (1965-2020), jurist på Antipiratbyrån
- Jan Pontén (1926–1999), läkare, professor i patologi
- Jan Pontén (musiker) (1913–1991)
- Johan Pontén, (1776–1867) präst, föregångsman inom mentalsjukvården
- Johan Pontén (hovpredikant) (1838–1873)
- Johan Pontén (läkare) (1901–1983)
- Johan Anton Pontén (1805–1882), präst
- John Pontén (1867–1942), präst
- Jonas Otto Pontén (1813–1877), läkare
- Knut Pontén (1868–1940), apotekare
- Mats Pontén (född 1955), skådespelare
- Nina Pontén (född 1960), skådespelare och regissör
- Peter Pontén (1779–1860). apotekare
- Peter Carl Pontén (1802–1857), hovpredikant
- Petrus Pontén (1741–1824), präst, småländska släkten Ponténs stamfar
- Ruben Pontén (1901–1991), väg- och vattenbyggnadsingenjör
- Sam Pontén (1907–1963), jurist
- Sigurd Pontén (1890–1988), agronom och direktör
- Tomas Pontén (1946–2015), skådespelare och regissör